# Salmo 138

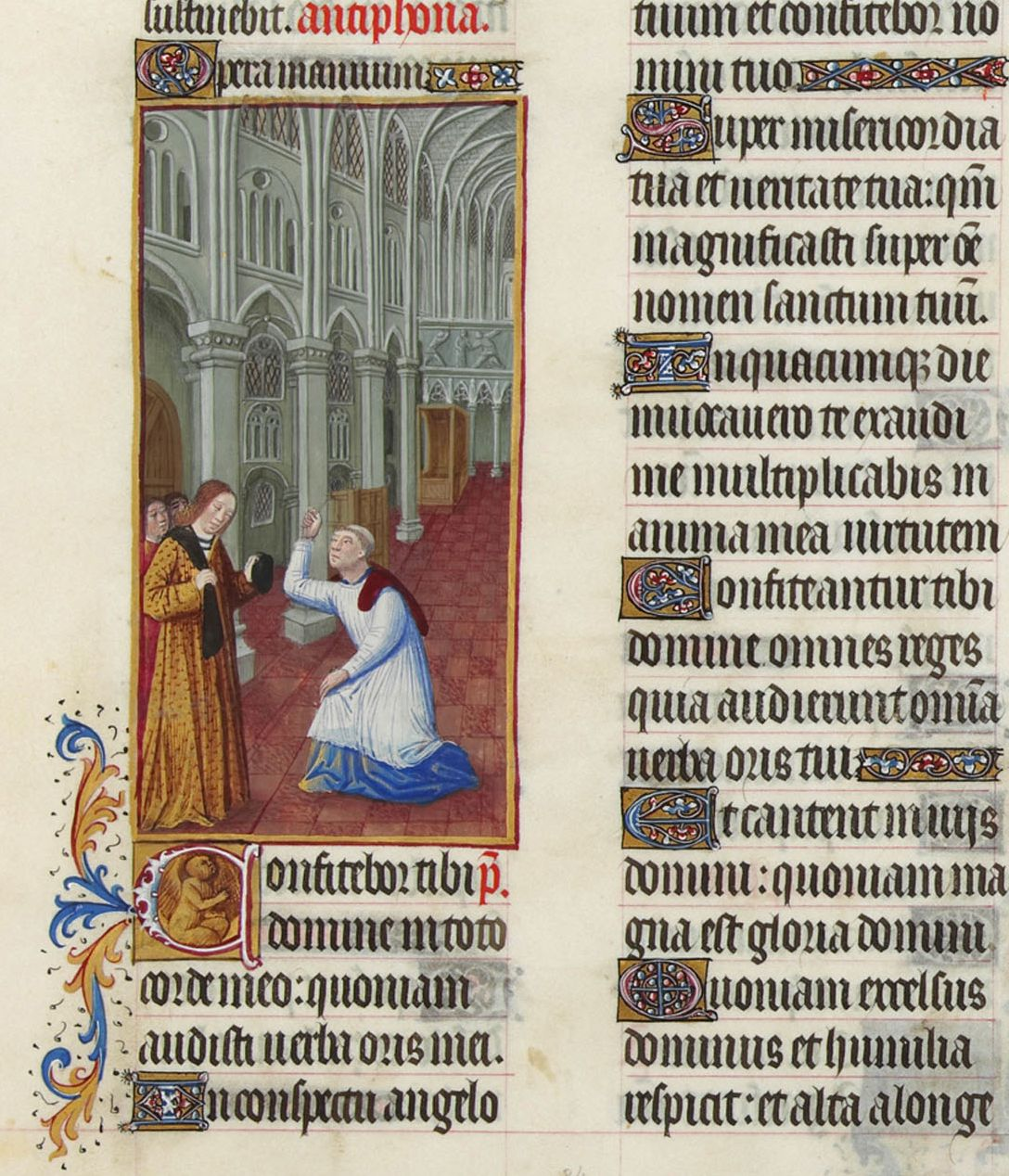
El comienzo del Salmo 138, Himno de acción de gracias, folio 84 de Las muy ricas horas del duque de Berry, museo Condé, ms.65. La miniatura representa a un religioso rociando agua bendita sobre un dignatario que acaba de entrar en su iglesia.

El Salmo 138 es el salmo 138 del Libro de los Salmos, que comienza en inglés en la versión de King James: «Te alabaré con todo mi corazón». En latín, se conoce como «Confitebor tibi Domine in toto corde meo». El salmo es un salmo himno.
En el sistema de numeración ligeramente diferente utilizado en la versión griega Septuaginta de la Biblia y en la latina Vulgata, este salmo es el «Salmo 137».
El salmo forma parte habitual de las liturgias judía, católica, ortodoxa, y protestante. A menudo ha sido musicado por compositores como Claudio Monteverdi, Heinrich Schütz, Marc-Antoine Charpentier, Michel Richard Delalande, Jan Dismas Zelenka, Josef Rheinberger y Stefans Grové.

## Historia y contenido
El Salmo 138 es el 138.º salmo del Libro de los Salmos, que es el primer libro de los Ketuvim («Escritos») de la Biblia hebrea, y también es un libro del Antiguo Testamento cristiano. Forma parte de la colección davídica final de salmos, que comprende los salmos 138 a 145, que se atribuyen específicamente a David en sus versículos iniciales. Sin embargo, Dunn y Rogerson afirman que el salmo fue escrito como expresión de agradecimiento tras el regreso del exilio en Babilonia. Este salmo en particular describe que aquellos que están cerca de Dios viven en la realidad, y aquellos que creen en el poder humano viven en un mundo de fantasía.
El cantante comienza con un agradecimiento individual por el amor y el cuidado duraderos de Dios. La esperanza de que perdure para siempre pone fin al salmo, enmarcando la sección central que primero llama a la gratitud y la alabanza universales, y luego menciona los adversarios y problemas continuos que el cantante está seguro de superar con la ayuda de Dios.

## Texto bíblico

### En hebreo
La siguiente tabla muestra el texto en hebreo del Salmo con vocales, junto con el texto en griego koiné de la Septuaginta y la traducción al español de la Biblia del Rey Jacobo. Tenga en cuenta que el significado puede diferir ligeramente entre estas versiones, ya que la Septuaginta y el texto masorético provienen de tradiciones textuales diferentes. En la Septuaginta, este salmo está numerado como Salmo 137.
| # | Hebreo                                                                      | Español | Griego |
| - | --------------------------------------------------------------------------- | --- | --- |
| 1 | לְדָוִ֨ד ׀ אוֹדְךָ֥ בְכׇל־לִבִּ֑י נֶ֖גֶד אֱלֹהִ֣ים אֲזַמְּרֶֽךָּ׃                                        | (Salmo de David.) Te alabaré con todo mi corazón; ante los dioses cantaré tus alabanzas.                                                                | Ψαλμὸς τῷ Δαυΐδ, ᾿Αγγαίου καὶ Ζαχαρίου. - ΕΞΟΜΟΛΟΓΗΣΟΜΑΙ σοι, Κύριε, ἐν ὅλῃ καρδίᾳ μου, καὶ ἐναντίον ἀγγέλων ψαλῶ σοι, ὅτι ἤκουσας πάντα τὰ ῥήματα τοῦ στόματός μου. |
| 2 | אֶשְׁתַּחֲוֶ֨ה אֶל־הֵיכַ֪ל קׇדְשְׁךָ֡ וְא֘וֹדֶ֤ה אֶת־שְׁמֶ֗ךָ עַל־חַסְדְּךָ֥ וְעַל־אֲמִתֶּ֑ךָ כִּֽי־הִגְדַּ֥לְתָּ עַל־כׇּל־שִׁ֝מְךָ֗ אִמְרָתֶֽךָ׃ | Adoraré hacia tu santo templo y alabaré tu nombre por tu misericordia y por tu verdad, porque has engrandecido tu palabra por encima de todo tu nombre. | προσκυνήσω πρὸς ναὸν ἅγιόν σου καὶ ἐξομολογήσομαι τῷ ὀνόματί σου ἐπὶ τῷ ἐλέει σου καὶ τῇ ἀληθείᾳ σου, ὅτι ἐμεγάλυνας ἐπὶ πᾶν τὸ ὄνομα τὸ ἅγιόν σου.                  |
| 3 | בְּי֣וֹם קָ֭רָֽאתִי וַֽתַּעֲנֵ֑נִי תַּרְהִבֵ֖נִי בְנַפְשִׁ֣י עֹֽז׃                                          | En el día en que clamé, tú me respondiste y me fortaleciste con fuerza en mi alma.                                                                      | ἐν ᾗ ἂν ἡμέρᾳ ἐπικαλέσωμαί σε, ταχὺ ἐπάκουσόν μου· πολυωρήσεις με ἐν ψυχῇ μου δυνάμει σου.                                                                           |
| 4 | יוֹד֣וּךָ יְ֭הֹוָה כׇּל־מַלְכֵי־אָ֑רֶץ כִּ֥י שָׁ֝מְע֗וּ אִמְרֵי־פִֽיךָ׃                                    | Todos los reyes de la tierra te alabarán, oh Señor, cuando oigan las palabras de tu boca.                                                               | ἐξομολογησάσθωσάν σοι, Κύριε, πάντες οἱ βασιλεῖς τῆς γῆς, ὅτι ἤκουσαν πάντα τὰ ῥήματα τοῦ στόματός σου.                                                              |
| 5 | וְ֭יָשִׁירוּ בְּדַרְכֵ֣י יְהֹוָ֑ה כִּֽי־גָ֝ד֗וֹל כְּב֣וֹד יְהֹוָֽה׃                                        | Sí, cantarán en los caminos del Señor, porque grande es la gloria del Señor.                                                                            | καὶ ἆσάτωσαν ἐν ταῖς ᾠδαῖς Κυρίου, ὅτι μεγάλη ἡ δόξα Κυρίου, |
| 6 | כִּי־רָ֣ם יְ֭הֹוָה וְשָׁפָ֣ל יִרְאֶ֑ה וְ֝גָבֹ֗הַּ מִמֶּרְחָ֥ק יְיֵדָֽע׃                                       | Aunque el Señor es alto, tiene respeto por los humildes, pero conoce de lejos a los orgullosos.                                                         | ὅτι ὑψηλὸς Κύριος καὶ τὰ ταπεινὰ ἐφορᾷ καὶ τὰ ὑψηλὰ ἀπὸ μακρόθεν γινώσκει.                                                                                           |
| 7 | אִם־אֵלֵ֤ךְ ׀ בְּקֶ֥רֶב צָרָ֗ה תְּחַ֫יֵּ֥נִי עַ֤ל אַ֣ף אֹ֭יְבַי תִּשְׁלַ֣ח יָדֶ֑ךָ וְת֖וֹשִׁיעֵ֣נִי יְמִינֶֽךָ׃                 | Aunque ande en medio de la angustia, tú me revivirás; extenderás tu mano contra la ira de mis enemigos, y tu diestra me salvará.                        | ἐὰν πορευθῶ ἐν μέσῳ θλίψεως, ζήσεις με· ἐπ᾿ ὀργὴν ἐχθρῶν μου ἐξέτεινας χεῖράς σου, καὶ ἔσωσέ με ἡ δεξιά σου.                                                         |
| 8 | יְהֹוָה֮ יִגְמֹ֢ר בַּ֫עֲדִ֥י יְ֭הֹוָה חַסְדְּךָ֣ לְעוֹלָ֑ם מַעֲשֵׂ֖י יָדֶ֣יךָ אַל־תֶּֽרֶף׃                            | El Señor perfeccionará lo que me concierne: tu misericordia, oh Señor, perdura para siempre: no abandones la obra de tus manos.                         | Κύριος ἀνταποδώσει ὑπὲρ ἐμοῦ. Κύριε, τὸ ἔλεός σου εἰς τὸν αἰῶνα, τὰ ἔργα τῶν χειρῶν σου μὴ παρίδῃς.                                                                  |

### Versión King James
1. [Un salmo] de David.

Te alabaré con todo mi corazón: ante los dioses te cantaré alabanzas.
1. Adoraré hacia tu santo templo, y alabaré tu nombre por tu misericordia y por tu verdad: porque has engrandecido tu palabra sobre todo tu nombre.
2. En el día en que clamé, me respondiste, y me fortaleciste con fuerza en mi alma.
3. Todos los reyes de la tierra te alabarán, oh Señor, cuando oigan las palabras de tu boca.
4. Sí, cantarán en los caminos del Señor, porque grande es la gloria del Señor.
5. Aunque el Señor es alto, tiene respeto a los humildes, pero a los soberbios los conoce de lejos.
6. Aunque ande en medio de la angustia, tú me reanimarás; extenderás tu mano contra la ira de mis enemigos, y tu diestra me salvará.
7. El Señor perfeccionará lo que me concierne; tu misericordia, oh Señor, permanece para siempre; no abandones la obra de tus manos.

## Comentarios

### De la Iglesia católica
El Salmo 138 introduce una serie de salmos atribuidos a David, en la que seis súplicas (Sal 139-144) están enmarcadas por dos himnos de alabanza: el propio Salmo 138 y el Salmo 145. Esta estructura forma una unidad literaria que, colocada inmediatamente después del Salmo 137, puede interpretarse como una recopilación de plegarias del exiliado, reflejando su esperanza y confianza en Dios en medio de la adversidad.

#### A todo el salmo
Ubicado después del Salmo 137, el Salmo 138 se presenta como un canto de alabanza dirigido al Señor, con la mirada puesta en el Templo de Sión. Se estructura en tres partes: comienza con el agradecimiento del salmista por los beneficios recibidos (vv. 1-3), continúa con el anhelo de que todos los reyes reconozcan y alaben la grandeza de Dios (vv. 4-6), y concluye con una declaración de confianza personal en el Señor (vv. 7-8).
El deseo de una alabanza universal al Señor que atraviesa este salmo encuentra una plenitud aún más clara en el Nuevo Testamento, donde se orienta hacia Jesucristo. En él, Dios ha sido plenamente glorificado, como afirma Filipenses 2,9-11: por su obediencia y humildad, Cristo ha sido exaltado, y ante su nombre toda rodilla se doblará y toda lengua proclamará que Él es el Señor, para gloria de Dios Padre.

#### A los versículos 1-3
Después de la primera frase, expresión de alabanza, los Setenta y la Vulgata traen el motivo, «porque has escuchado las palabras de mi boca», que falta en el texto hebreo, pero que recoge también la Neovulgata. Se trata de una anticipación reiterando el contenido del v. 3. «Delante de los ángeles» (v. 1) es literalmente «delante de los dioses» y puede entenderse como «de los dioses» paganos, adorados en la tierra en la que el salmista eleva su alabanza. Los Setenta y la Vulgata (y Neovulgata) traducen «dioses» por «ángeles», orientando la comprensión del versículo en el sentido de realizar la alabanza solemnemente: ante los miembros de la corte celestial. Otras versiones antiguas, como la siríaca, traducen por «reyes» (cfr v. 4), dando a entender que los «dioses» paganos son aquellos a los que adoran y con los que se identifican los reyes extranjeros. La alusión al Templo en el v. 2 puede haber dado pie a que se atribuyera este salmo a David; pero en realidad supone la liturgia en el Templo donde se reconoce al Señor —«tu Nombre»—, y sus acciones a favor del pueblo. Esas acciones le han mostrado superior a cualquier otro poder —«nombre»—, o —si tomamos al pie de la letra el texto hebreo: «por encima de todo tu nombre»— le han mostrado superior a la fama que ya tenía. Con todo, la alabanza del salmista brota de su experiencia personal que se identifica con la que ha llevado al pueblo a reconocer «la misericordia y la fidelidad» del Señor (v. 2).

#### A los versículos 7-8
Como necesitado, humilde y perseguido, el salmista expresa su plena confianza en el Señor y en sus planes, convencido de que, siendo Dios su creador, no lo abandonará. Esta certeza se funda en la fidelidad divina. A partir de las palabras del versículo 1, la Iglesia ha incorporado este salmo en la liturgia de las fiestas de los Santos Arcángeles Miguel, Gabriel y Rafael, así como en la de los Ángeles Custodios (antífona de comunión). De este modo, el salmo se transforma en una invitación a alabar a Dios con gratitud, reconociendo el cuidado que Él ejerce a través de sus mensajeros celestiales.

## Versículo 1
Te alabaré con todo mi corazón;
Ante los dioses te cantaré alabanzas.
Alexander Kirkpatrick señala que el objeto de la alabanza del salmista no se nombra, ni es necesario que se nombre al SEÑOR, aunque en ciertas «versiones antiguas» se añade «el Señor».  Entre las traducciones modernas, la Nueva Versión Estándar Revisada y la Versión Moderna en Inglés añaden «Oh Señor».

## Usos

### Judaísmo
El Salmo 138 se recita tradicionalmente como un salmo de agradecimiento y gratitud a Dios.
El versículo 2 se recita durante los Selijot.
El versículo 4 es el versículo que dice la mula en Perek Shirah.
Los versículos 3 y 8 son recitados al final de la Amidah por personas cuyos nombres comienzan con la primera letra del versículo y terminan con la última letra del versículo.

### Iglesia católica
Históricamente, este salmo se recitaba o cantaba en el oficio de Vísperas los miércoles, según la Regla de San Benito. En la Liturgia de las horas, el Salmo 138 se recita en Vísperas el martes de la cuarta semana. Para facilitar la comprensión se le asigna a cada salmo un título en rojo (rúbrica) que no forma parte del salmo. El título del Salmo 4 es Acción de gracias. En la liturgia de la misa, se reza el 21.º domingo del tiempo ordinario del año, el 5.º y el 17.º domingo del tiempo ordinario del año.

### Iglesia ortodoxa copta
En el Agpeya, el Libro de Horas de la Iglesia Copta, este salmo se reza en el oficio de Completas y la tercera vigilia de la Oficio de medianoche.

## Arreglos musicales
El salmo apareció en una versión rimada en el himnario «Salterio de Ginebra» en la edición de 1551. Las versiones alemanas con la misma melodía, «Mein ganzes Herz erhebet dich», se publicaron a partir del siglo XVIII y forman parte de los himnarios protestantes y católicos.
Heinrich Schütz puso música al Salmo 138 en alemán, «Aus meines Herzens Grunde» (Desde el fondo de mi corazón) como parte de sus arreglos del Salterio Becker, publicado en 1628, SWV 243. Marc-Antoine Charpentier, 4 arreglos, (H.200, H.200 a, H.151, H.225, H.220), Michel Richard Delalande puso el salmo en latín, «Confitebor tibi Domine in toto corde meo», S.48, para solistas, coro y orquesta en 1697. Henri Desmarets compuso una versión para solistas, un coro de cinco voces y orquesta en 1707.  Jan Dismas Zelenka escribió 5 arreglos para solistas, coro y orquesta, ZWV 70-73 y ZWV 100. François Giroust, una composición en 1764. Josef Rheinberger compuso una composición en cuatro partes en latín, «Confitebor tibi Domine», como n.º 4 de sus Fünf Motetten (Cinco motetes), op. 163, en 1885. El compositor sudafricano Stefans Grové escribió en 2002 una obra para coro infantil, coro, tambores africanos, marimba y orquesta de cuerda. 